# Parkia

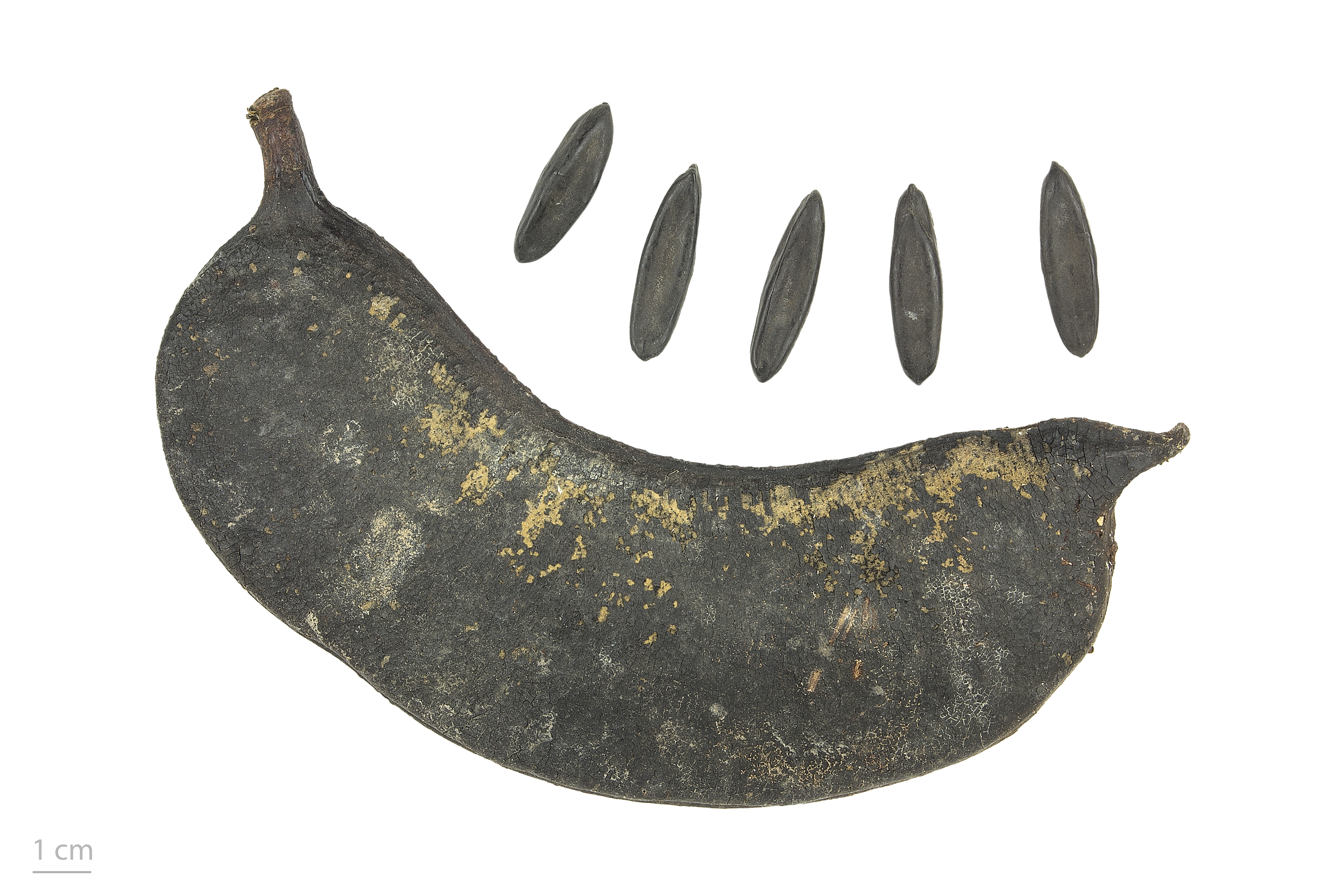
Parkia multijuga

Parkia R. Br., 1826 è un genere di piante della famiglia delle Fabacee (sottofamiglia Caesalpinioideae).

## Etimologia
Il nome del genere è un omaggio all'esploratore scozzese Mungo Park (1771–1806).

## Distribuzione e habitat
Il genere ha una distribuzione pantropicale, con tre centri disgiunti di biodiversità in Sud America, in Africa e nella regione Indo-Pacifica.

## Tassonomia
Il genere comprende le seguenti specie:
- Parkia bahiae H.C.Hopkins
- Parkia balslevii H.C.Hopkins
- Parkia barnebyana H.C.Hopkins
- Parkia bicolor A.Chev.
- Parkia biglandulosa Wight & Arn.
- Parkia biglobosa (Jacq.) G.Don
- Parkia cachimboensis H.C.Hopkins
- Parkia decussata Ducke
- Parkia discolor Benth.
- Parkia filicoidea Oliv.
- Parkia gigantocarpa Ducke
- Parkia igneiflora Ducke
- Parkia intermedia Hassk.
- Parkia korom Kaneh.
- Parkia leiophylla Kurz
- Parkia lutea H.C.Hopkins
- Parkia madagascariensis R.Vig.
- Parkia multijuga Benth.
- Parkia nana D.A.Neill
- Parkia nitida Miq.
- Parkia panurensis H.C.Hopkins
- Parkia paraensis Ducke
- Parkia parrii Baker
- Parkia parvifoliola Hosok.
- Parkia paya H.C.Hopkins
- Parkia pectinata (Humb. & Bonpl. ex Willd.) Benth.
- Parkia pendula (Willd.) Walp.
- Parkia platycephala Benth.
- Parkia reticulata Ducke
- Parkia sherfeseei Merr.
- Parkia singularis Miq.
- Parkia speciosa Hassk.
- Parkia sumatrana Miq.
- Parkia timoriana (DC.) Merr.
- Parkia truncata Cowan
- Parkia ulei (Harms) Kuhlm.
- Parkia velutina Benoist
- Parkia versteeghii Merr. & L.M.Perry